# Otohylomys megalotis
Otohylomys megalotis is een haaregel uit het geslacht Otohylomys die voorkomt in het district Thakhek in de Khammouan Limestone National Biodiversity Conservation Area in de Laotiaanse provincie Khammouan. Het is de zustersoort van de Hylomys-soorten. De soortaanduiding is afgeleid van de Oudgriekse woorden μεγας (megas) "groot" en ωτος (otos) "oor" en verwijst naar de grote oren van deze soort.

## Kenmerken
O. megalotis is een middelgrote haaregel met een lange staart en grote oren. Hij heeft een lange, grijze, zachte, dichte vacht. Vrouwtjes hebben twee paren van mammae op de buik. De tandformule is 3.1.4.33.1.4.3. De kop-romplengte bedraagt 104 tot 114 mm, de staartlengte 23 tot 25 mm, de achtervoetlengte 23 tot 23,5 mm, de oorlengte 17 tot 19 mm en de schedellengte 30,55 mm.